# Дашалти
Дашалти (азерб. Daşaltı, вірм. Քարին տակ, трансліт. Карін так) — село у Шушинському районі Азербайджану. Село розташоване за 2 км на південь від міста Шуша на березі річки Каркар.
5 квітня 2024 року Google Earth оновив супутникові знімки району Шуші. Команда Monument Watch задокументувала, що Азербайджан зрівняв село з землею, включаючи його старі квартали, джерела, цивільну інфраструктуру та природне середовище.

## Пам'ятки
Церква Сурб Аствацацін 1862 р., цвинтар 18-19 століття, хачкар 13 століття, млин 19 століття та міст 18-19 століття.

## Галерея

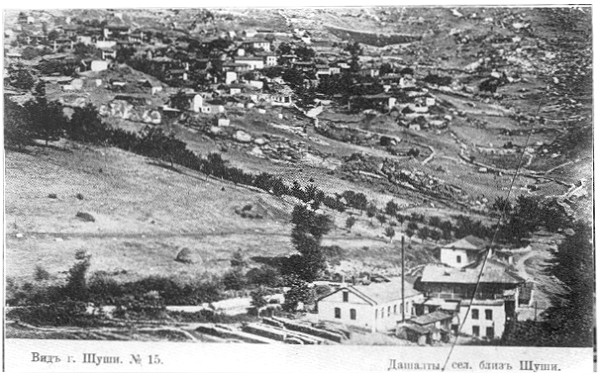
Вигляд села у 19 столітті
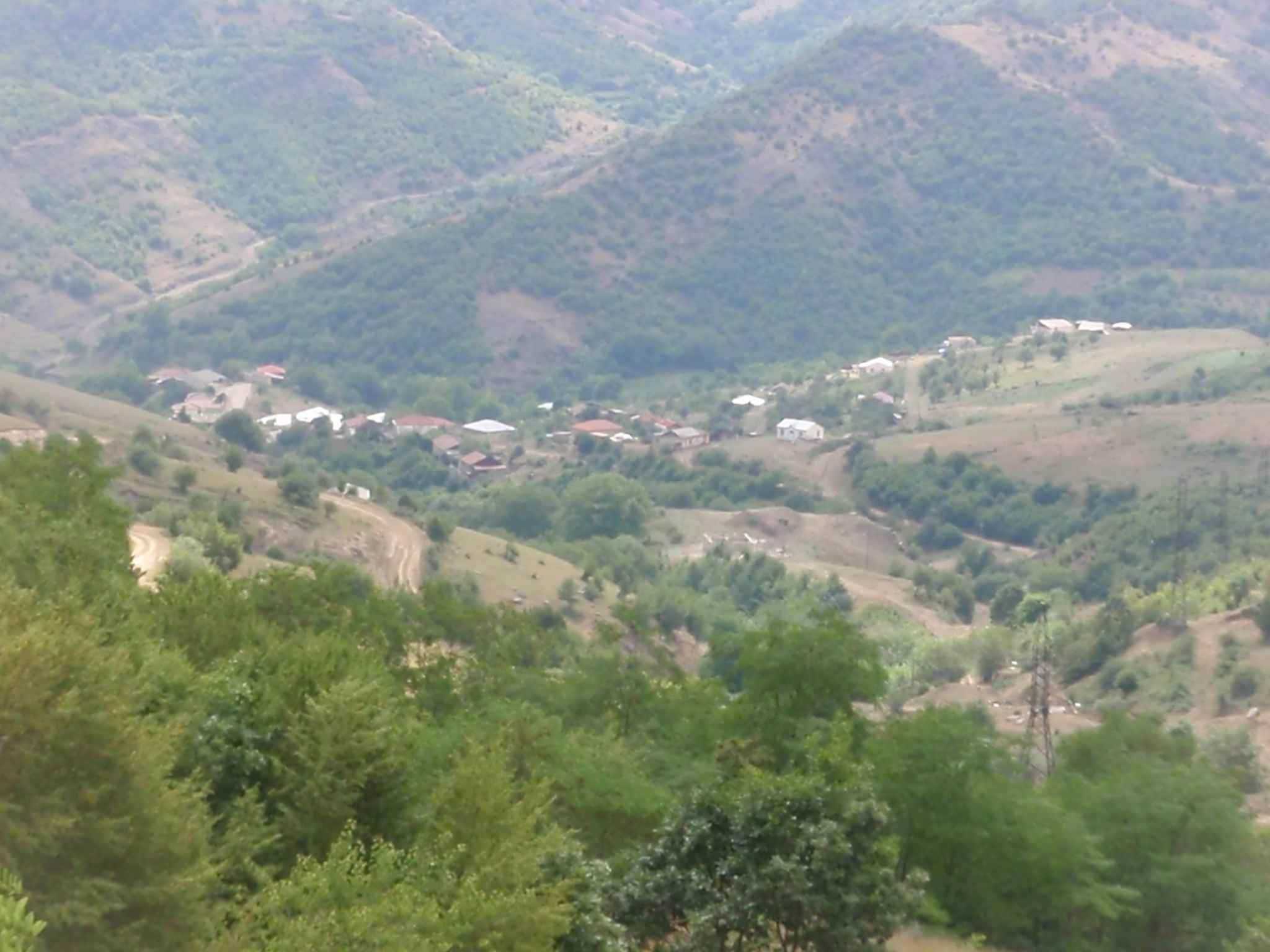
Сучасний вигляд на село
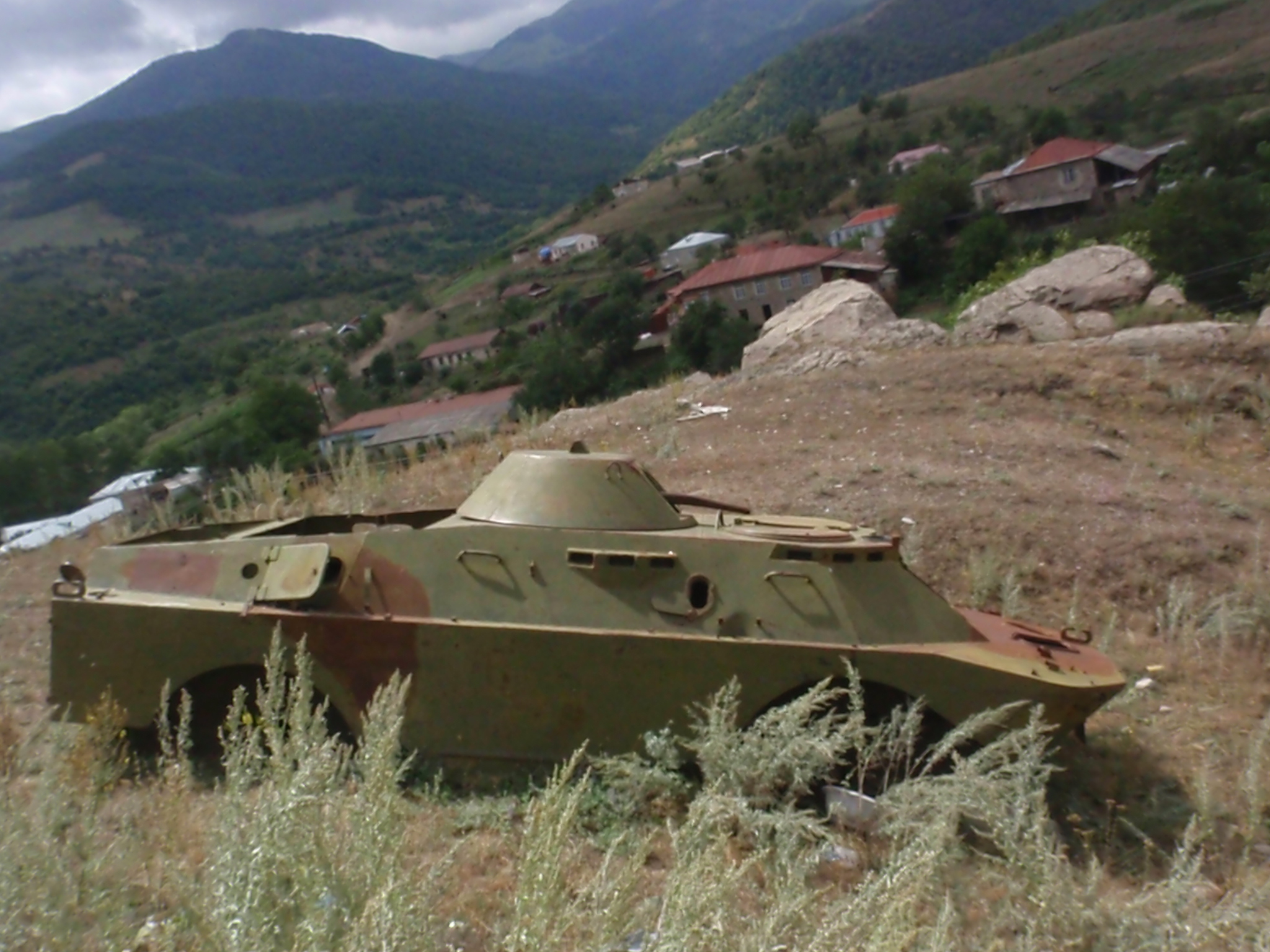
Підбитий азербайджанський БТР — учасник невдалого штурму села 26 січня 1992 р.
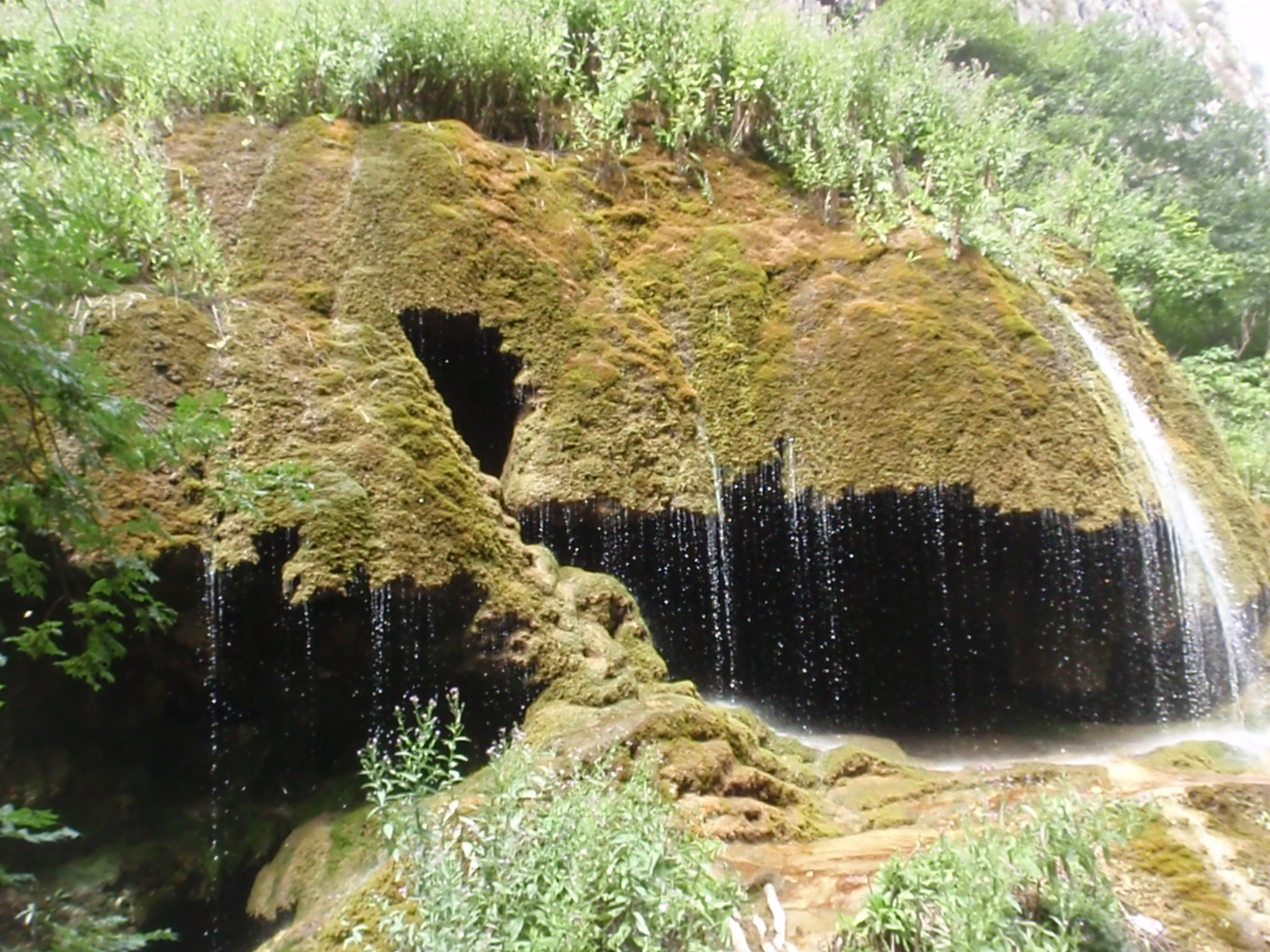
Природний водоспад, крізь який можна пройти
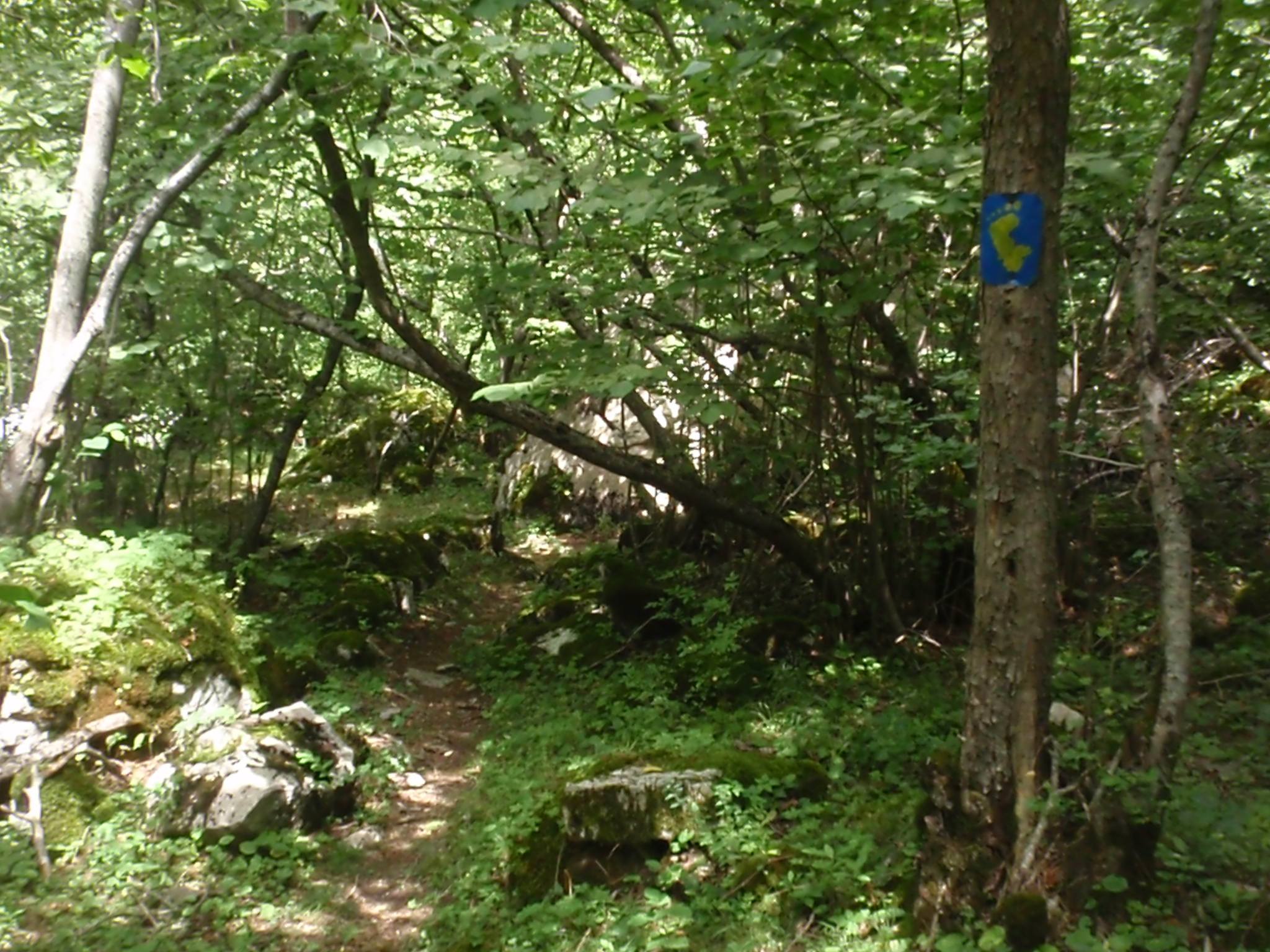
Туристична мітка між селом та водоспадом
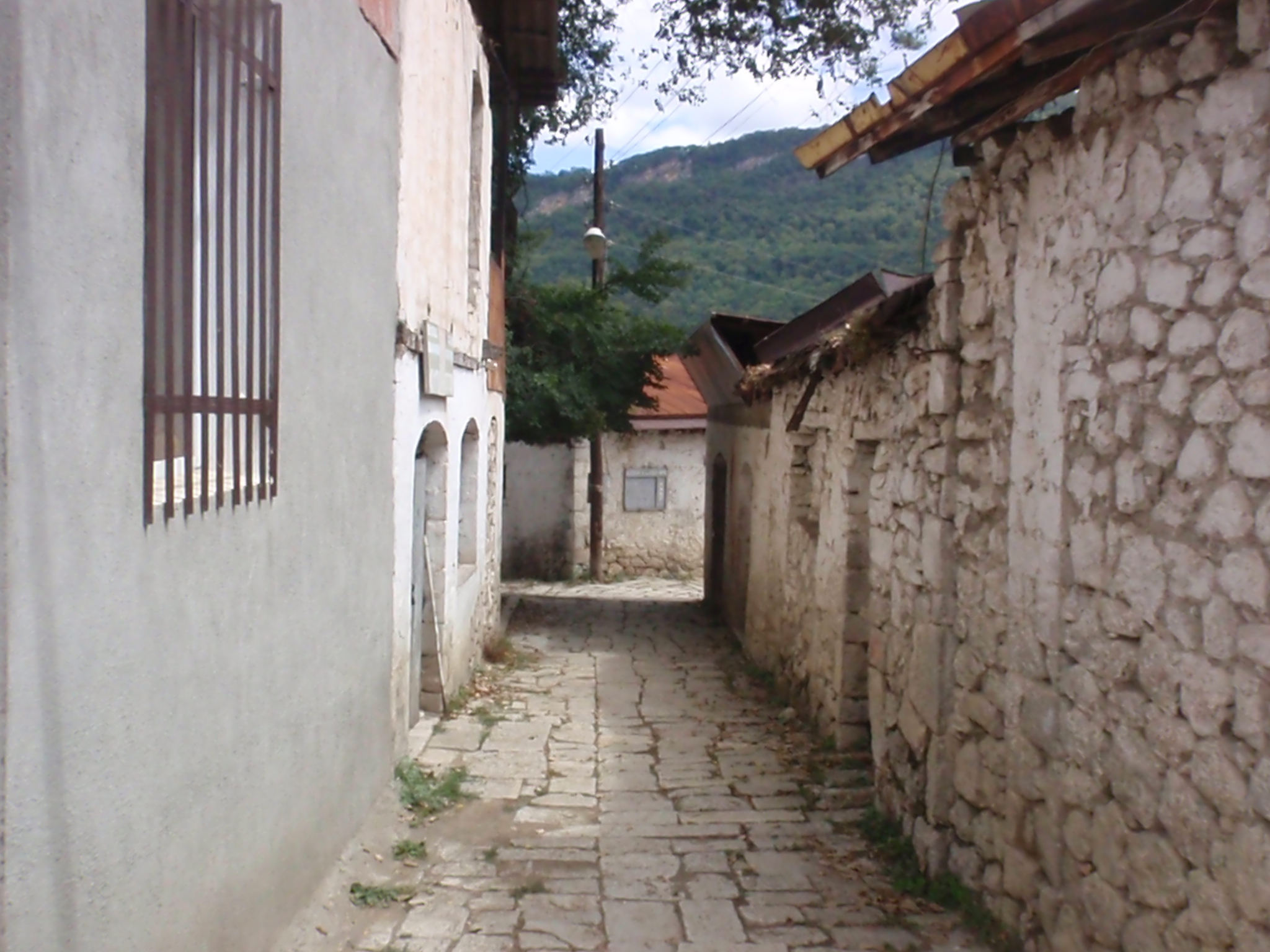
Історичні вузькі вулиці